# Leuchtenbergia principis
Leuchtenbergia principis là một loài thực vật có hoa trong họ Cactaceae. Loài này được Hook. mô tả khoa học đầu tiên năm 1848.

## Hình ảnh

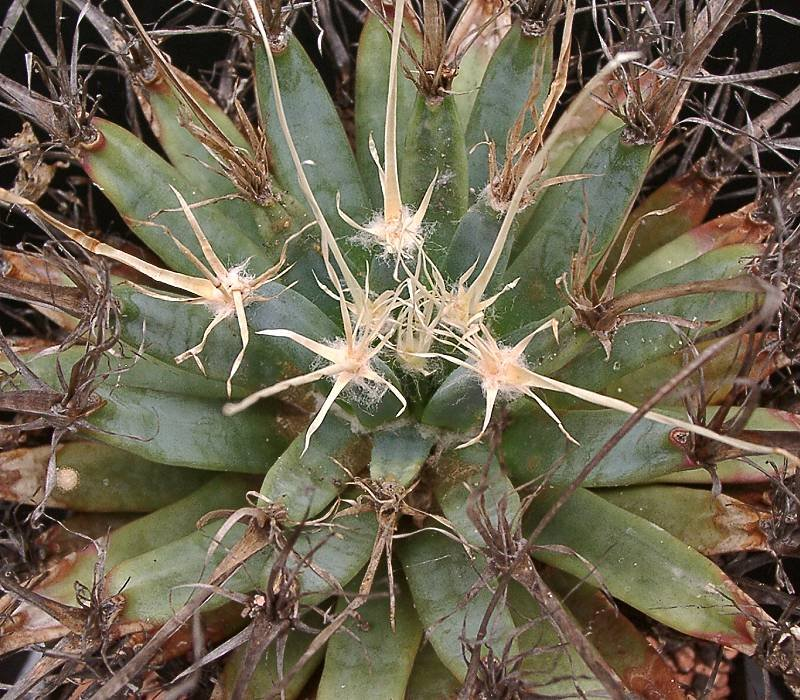
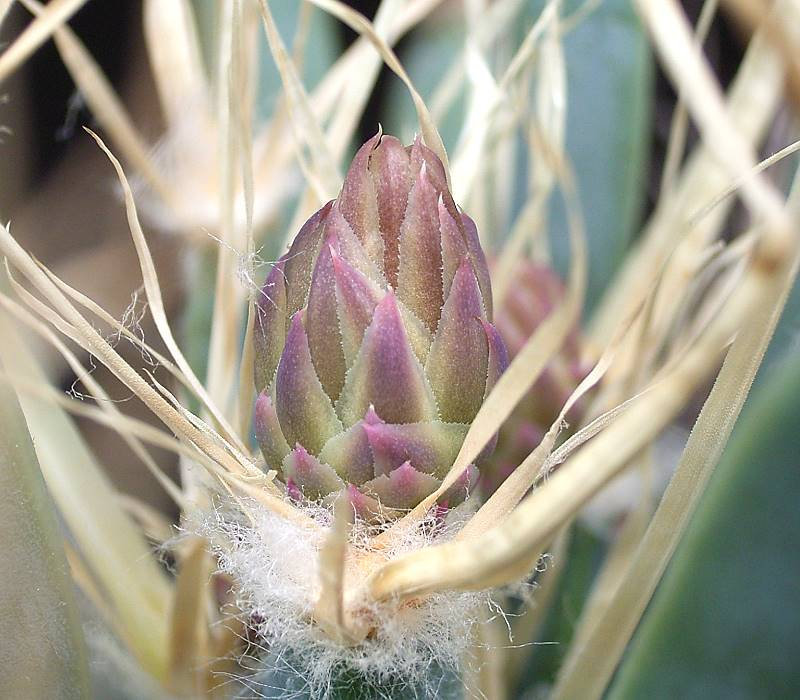
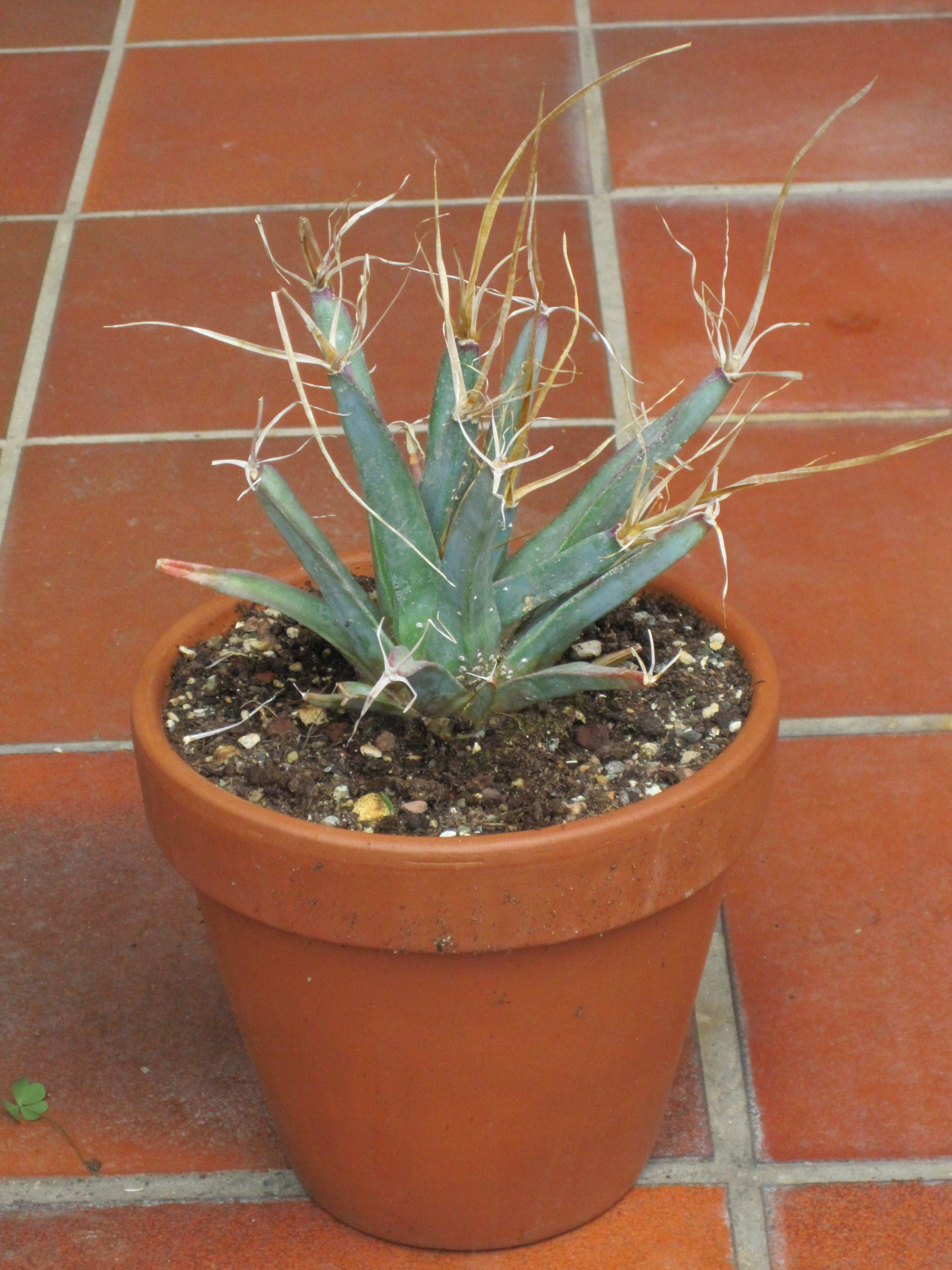
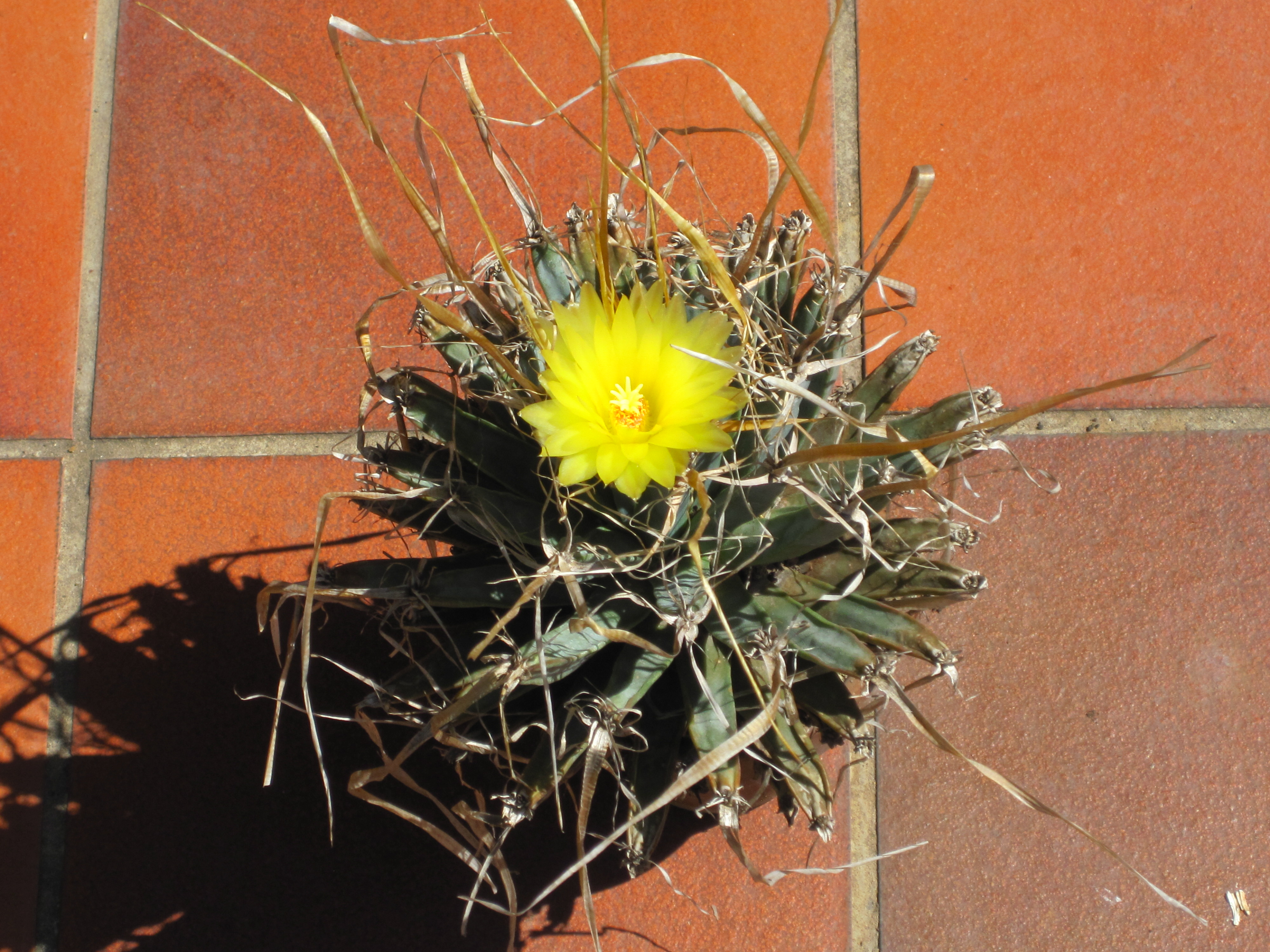
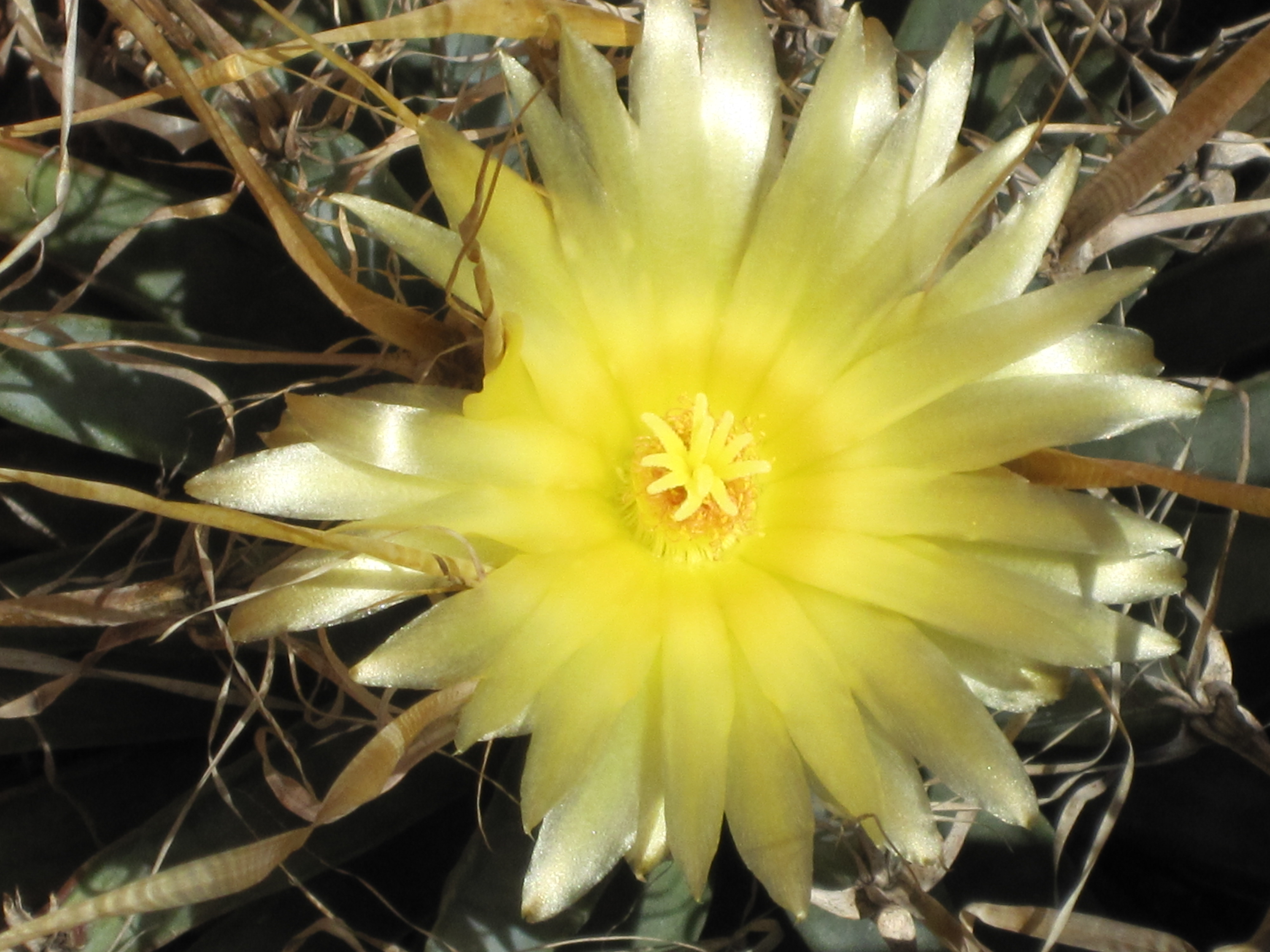
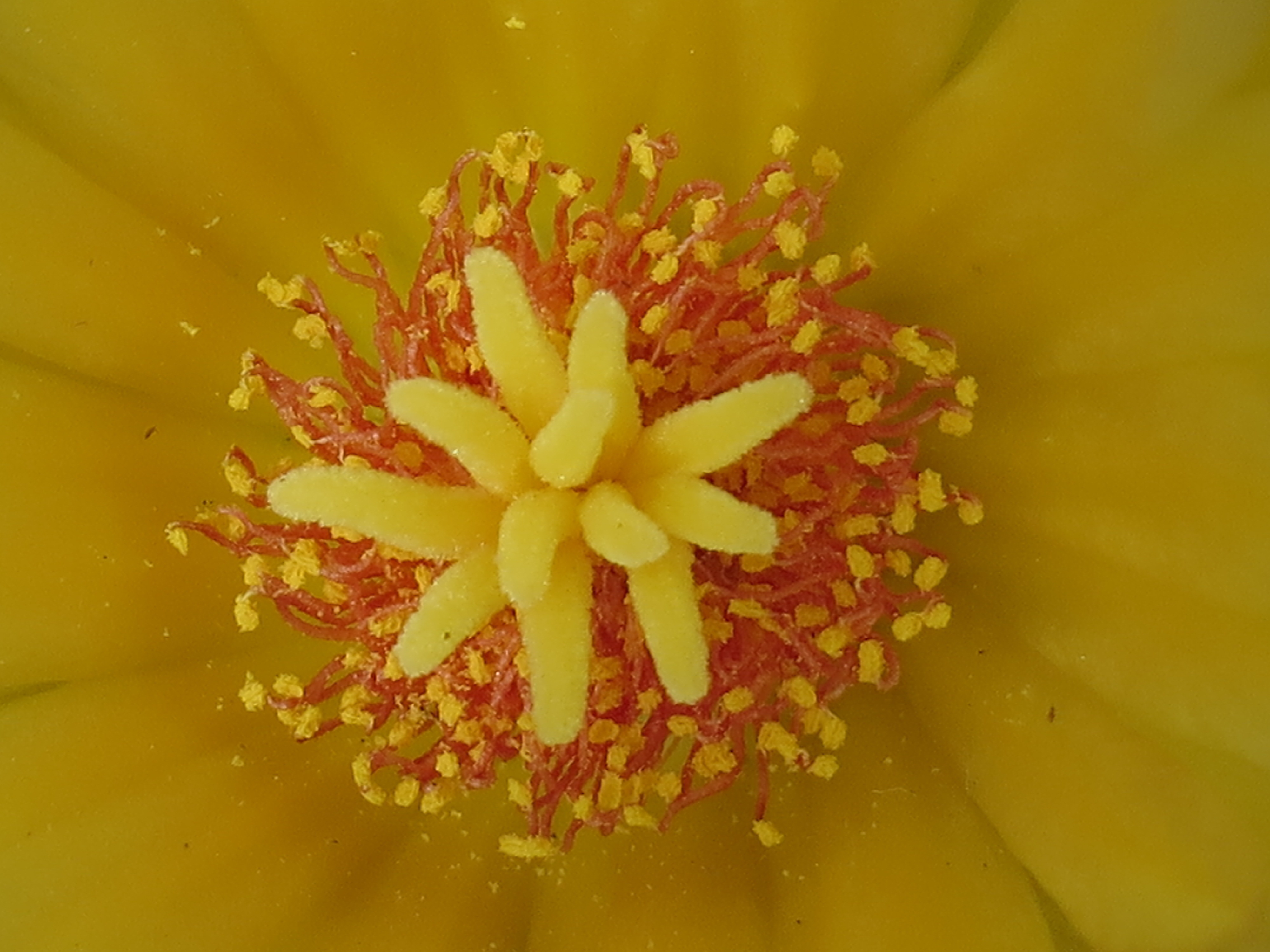